# Дель Колле, Лаура
Лаура дель Колле (исп. Laura Del Colle, родилась 30 мая 1983 года в Росарио) — аргентинская хоккеистка на траве, вратарь клуба «Университарио де Росарио» и сборной Аргентины. Серебряный призёр летних Олимпийских игр 2012 года, победительница Трофея чемпионов 2012 года. Отмечена наградами со стороны министерства спорта Аргентины.

## Спортивная карьера
Выступает за клуб «Университарио де Росарио». В мае 2010 года дебютировала за сборную Аргентины, с которой завоевала серебряную медаль Панамериканских игр в Гвадалахаре в 2011 году. В 2012 году в сборной Аргентины стала серебряным призёром Олимпиады 2012 года и победителем Трофея чемпионов 2012 года.